# Celama chlamidulalis
Celama chlamidulalis är en fjärilsart som beskrevs av Vorbrodt 1914. Celama chlamidulalis ingår i släktet Celama och familjen trågspinnare. Inga underarter finns listade i Catalogue of Life.